# Masajuki Okano
Masajuki Okano (* 25. července 1972) je bývalý japonský fotbalista.

## Reprezentační kariéra
Masajuki Okano odehrál 25 reprezentačních utkání. S japonskou reprezentací se zúčastnil Mistrovství světa 1998.

## Statistiky
| Japonsko | Japonsko | Japonsko |
| Roky     | Záp.     | Góly     |
| -------- | -------- | -------- |
| 1995     | 3        | 0        |
| 1996     | 11       | 1        |
| 1997     | 5        | 1        |
| 1998     | 5        | 0        |
| 1999     | 1        | 0        |
| Celkem   | 25       | 2        |